# Live Tour 80
Albums de Bernard Lavilliers
O gringo
(1980) Nuit d'amour
(1981)
"Live" Tour 80 est un triple album live de Bernard Lavilliers sorti en 1980.
L'album a bénéficié d'une remastérisation en 2002, il est sorti sous la forme de deux CD.
CD 1 : titres 01-12, CD 2 : titres 13-21.

## Présentation
"Live" Tour 80 a été réalisé après le succès de O gringo.
À la frontière entre l'ancien Lavilliers, rock et épidermique, et le nouveau moins rebelle, ce live promène l'auditeur dans tous ses disques précédents. Accompagné des meilleurs musiciens français du moment (Pascal Arroyo à la basse, François Bréant aux claviers, Jean-Paul « Hector » Drand à la guitare, Dominique Mahut aux percussions, etc.), il nous fait voyager du Brésil à la Jamaïque hurlant son désespoir (Fortaleza, Kingston, Capoeira), criant ses amours envoûtantes (Attention fragile, La salsa) et combattant la société dans laquelle nous vivons (Bats-toi, N’appartiens jamais à personne).

## Titres
1. Rock City (Bernard Lavilliers) (3 min 07 s)
2. Capoeira (Bernard Lavilliers) (4 min 45 s)
3. Attention fragile (Bernard Lavilliers) (4 min 16 s)
4. Traffic (Bernard Lavilliers) (5 min 09 s)
5. Urubus (Bernard Lavilliers / Pascal Arroyo) (5 min 10 s)
6. Fortaleza (Bernard Lavilliers) (5 min 37 s)
7. La salsa (Bernard Lavilliers) (5 min 13 s)
8. Kingston (Bernard Lavilliers) (5 min 02 s)
9. Spinnaker (Jean-Paul « Hector » Drand) (2 min 20 s)
10. Fuckin' life (Bernard Lavilliers) (3 min 02 s)
11. Pierrot La Lame (Bernard Lavilliers) (4 min 05 s)
12. Sertao (Bernard Lavilliers) (6 min 06 s)
13. Promenade des Anglais (Bernard Lavilliers / Pascal Arroyo) (4 min 15 s)
14. Les funérailles du voyeur (François Bréant) (1 min 48 s)
15. La Danseuse du Sud (Bernard Lavilliers) (3 min 37 s)
16. Bats-toi (Bernard Lavilliers) (3 min 01 s)
17. N’appartiens jamais à personne (Bernard Lavilliers / François Bréant) (6 min 27 s)
18. Heart beat (Pascal Arroyo) (2 min 15 s)
19. Stand the ghetto (Bernard Lavilliers) (14 min 08 s)
20. Fauve d’Amazone (Bernard Lavilliers) (9 min 28 s)
21. La Musique (Bernard Lavilliers) (4 min 42 s)

## Crédits
- Bernard Lavilliers - Chant
- Pascal Arroyo - Basse, piano
- François Bréant - Clavier, maracas
- Jean-Paul « Hector » Drand - Guitare, tambourin
- Emmanuel Lacordaire - Batterie, guitare, timbale
- Dominique Mahut - Percussion, accordéon, batterie
- François Debricon - Flûte, saxophone, maracas
- Michel Gaucher - Saxophone, flûte
- Christian Guizien - Trombone
- Ivan Jullien - Trompette, tambourin
- Eric Le Lann - Trompette, maracas